# Jari Sillanpää

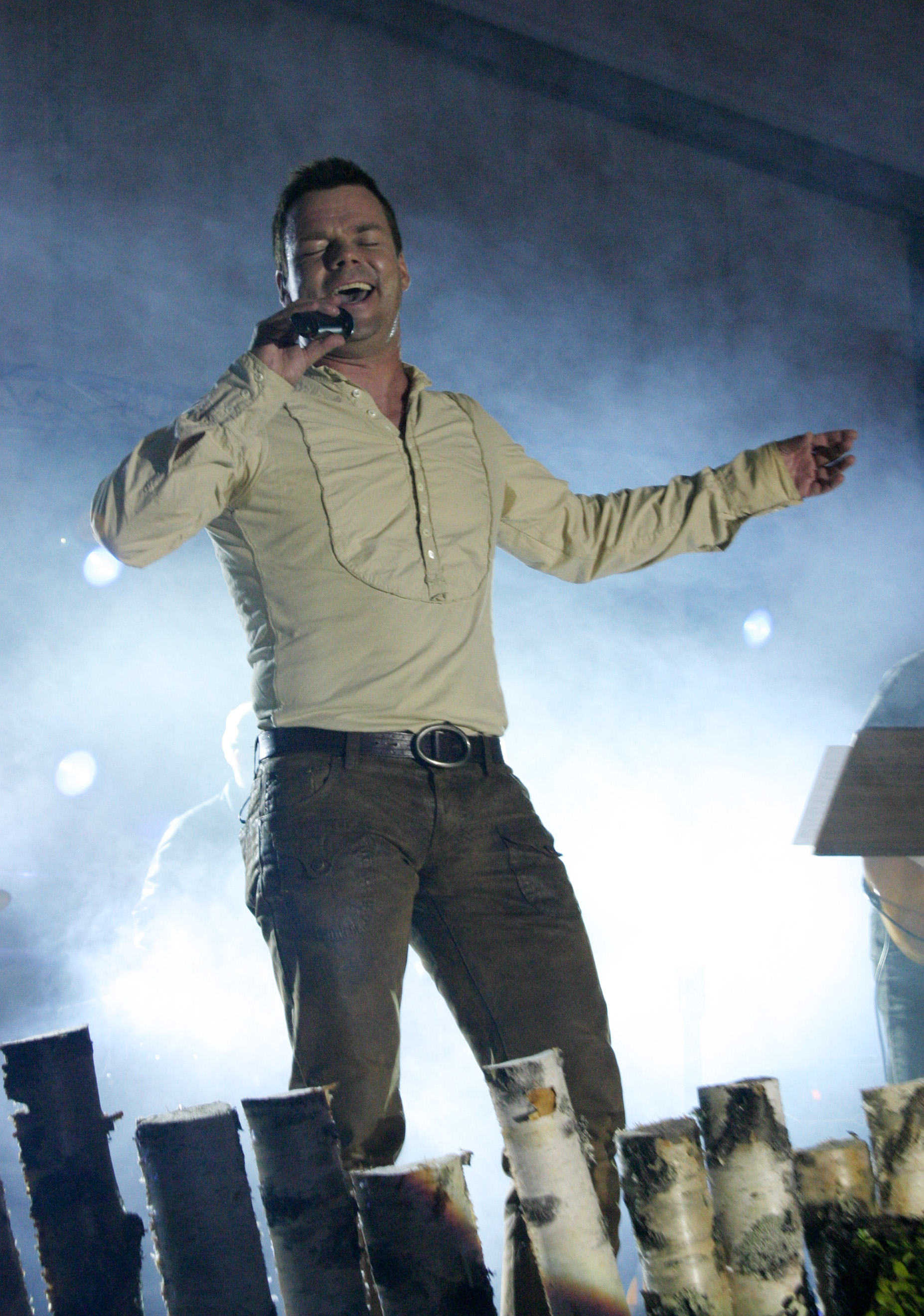
Jari Sillanpää beim Festival Vihreät Niityt 2006

Jari Sillanpää (* 16. August 1965 in Ludvika, Schweden) ist ein schwedenfinnischer Sänger, der vor allem in Finnland berühmt ist.

## Karriere
Sillanpää wurde in Ludvika geboren und wuchs in Luleå auf. Nach Abschluss der Schule arbeitete er zeitweise als Model und Barkeeper, unter anderem auf den Fähren zwischen Finnland und Schweden. Anschließend studierte er am Pop- und Jazzkonservatorium im finnischen Oulu.
1995 wurde er beim Tangomarkt in Seinäjoki sogenannter Tangokönig.
Im Halbfinale des Eurovision Song Contests 2004 in Istanbul erreichte er mit seinem Lied Takes 2 to Tango mit insgesamt 51 Punkten den 14. Platz. Im Jahr 2009 versuchte er erneut, Finnland beim Eurovision Song Contest zu vertreten, landete jedoch mit seinem Lied Kirkas kipinä (Heller Funke) außerhalb der ersten drei des Vorentscheids.

## Diskografie

### Alben
| Jahr | Titel                     | Höchstplatzierung, Gesamtwochen, AuszeichnungChartsChartplatzierungen (Jahr, Titel, Platzierungen, Wochen, Auszeichnungen, Anmerkungen) | Anmerkungen                              |
| Jahr | Titel                     | FI | Anmerkungen                              |
| ---- | ------------------------- | --- | ---------------------------------------- |
| 1996 | Jari Sillanpää            | FI1 ×3Dreifachplatin · (50 Wo.)FI |                                          |
| 1996 | Hyvää joulua              | FI5 ×2Doppelplatin · (12 Wo.)FI |                                          |
| 1997 | Auringonnousu             | FI1 ×2Doppelplatin · (24 Wo.)FI |                                          |
| 1998 | Varastetut helmet         | FI4 Platin · (12 Wo.)FI |                                          |
| 1999 | Onnenetsijä               | FI1 Gold · (12 Wo.)FI |                                          |
| 2000 | Kuninkaan kyyneleet       | FI21 Gold · (16 Wo.)FI |                                          |
| 2001 | Hän kertoo sen sävelin    | FI6 Gold · (10 Wo.)FI |                                          |
| 2003 | Määränpää tuntematon      | FI3 Gold · (8 Wo.)FI |                                          |
| 2005 | Parhaat                   | FI17 Gold · (4 Wo.)FI |                                          |
| 2008 | Albumi                    | FI2 (16 Wo.)FI |                                          |
| 2008 | Al ritmo latino!          | FI8 (6 Wo.)FI |                                          |
| 2009 | Kuin elokuvissa           | FI13 (5 Wo.)FI |                                          |
| 2011 | Millainen laulu jää       | FI13 (5 Wo.)FI |                                          |
| 2013 | Kaikkien aikojen parhaat  | FI6 (25 Wo.)FI | Erstveröffentlichung: 15. März 2013      |
| 2014 | Rakkaudella merkitty mies | FI2 Platin · (30 Wo.)FI | Erstveröffentlichung: 26. September 2014 |

Weitere Alben
- 2000: Maa on niin kaunis (Weihnachtsalbum)
- 2006: Hän laulaa – Kuninkaan 10 kultaista vuotta (DVD)

### Singles
| Jahr | Titel Album                                     | Höchstplatzierung, Gesamtwochen, AuszeichnungChartsChartplatzierungen (Jahr, Titel, Album, Platzierungen, Wochen, Auszeichnungen, Anmerkungen) | Anmerkungen      |
| Jahr | Titel Album                                     | FI | Anmerkungen      |
| ---- | ----------------------------------------------- | --- | ---------------- |
| 1997 | Bum bum bum Auringonnousu                       | FI11 (2 Wo.)FI |                  |
| 1998 | Valkeaa unelmaa Varastetut helmet               | FI16 (1 Wo.)FI |                  |
| 1999 | Lauluni Onnenetsijä                             | FI2 (2 Wo.)FI |                  |
| 1999 | Kuuleeko eero? Onnenetsijä                      | FI12 (9 Wo.)FI |                  |
| 1999 | Lumilinna –                                     | FI14 (1 Wo.)FI |                  |
| 2001 | Sininen & punainen –                            | FI3 (3 Wo.)FI |                  |
| 2004 | Takes 2 to Tango Parhaat                        | FI2 (4 Wo.)FI |                  |
| 2007 | Vierellesi kaipaan –                            | FI2 (4 Wo.)FI | mit Katri Helena |
| 2012 | Liekeissä Rakkaudella merkitty mies             | FI15 (4 Wo.)FI |                  |
| 2014 | Sinä ansaitset kultaa Rakkaudella merkitty mies | FI13 (4 Wo.)FI |                  |